# Besford Bridge
Besford Bridge est une localité anglaise située dans le comté du Worcestershire.